# Krivaja (Prijedor)
Pour les articles homonymes, voir Krivaja.
Krivaja (en serbe cyrillique : Криваја) est un village de Bosnie-Herzégovine. Il est situé sur le territoire de la ville de Prijedor et dans la république serbe de Bosnie. Selon les premiers résultats du recensement bosnien de 2013, il compte 676 habitants.

## Démographie

### Évolution historique de la population dans la localité
| 1948 | 1953 | 1961  | 1971  | 1981  | 1991  | 2013 |
| ---- | ---- | ----- | ----- | ----- | ----- | ---- |
| -    | -    | 1 276 | 1 244 | 1 236 | 1 014 | 676  |

|  |